# Bayerisches Staatsministerium für Wissenschaft und Kunst
Das Bayerische Staatsministerium für Wissenschaft und Kunst (StMWK) ist seit März 2018 ein Ministerium des Freistaates Bayern mit dem Aufgabenbereich Wissenschaft und Kunst. Es bestand zuvor bereits von 1986 bis 1990 sowie von Oktober 1998 bis Oktober 2013 als Staatsministerium für Wissenschaft, Forschung und Kunst (StMWFK). Davor und dazwischen waren die Aufgabenbereiche des Ministeriums beim Kultusministerium angesiedelt. Im gesamten Geschäftsbereich sind 53.252 Beschäftigte tätig, davon etwa 216 am Ministerium.

## Leitung und Amtsträger
Staatsminister ist seit 2022 Markus Blume (CSU). Er wird in der Leitung des Staatsministeriums durch die Amtschefin und Ministerialdirektorin Stephanie Jacobs unterstützt.

## Geschichte
Nachdem das ehemalige bayerische Kultusministerium bereits zwischen 1986 und 1990 in ein Staatsministerium für Unterricht und Kultus und ein Staatsministerium für Wissenschaft und Kunst (Minister: Wolfgang Wild) aufgeteilt war, wurde das Bayerische Staatsministerium für Unterricht, Kultus, Wissenschaft und Kunst im Oktober 1998 erneut geteilt. Daraus hervor gingen das Bayerische Staatsministerium für Wissenschaft, Forschung und Kunst mit dem damaligen Minister Hans Zehetmair und das Bayerische Staatsministerium für Unterricht und Kultus mit der damaligen Ministerin Monika Hohlmeier.
2013 wurden beide Ressorts wieder zusammengelegt zum Bayerischen Staatsministerium für Bildung und Kultus, Wissenschaft und Kunst.
Im März 2018 (damals formierte sich das Kabinett Söder I) kam es erneut zur Teilung. Seitdem trägt das Ministerium seinen heutigen Namen.

## Aufbau
- Abteilung Z: Zentrale Angelegenheiten, Digitalisierung und IT
- Abteilung F: Forschung, Wissenschaftssystem
Nachgeordnete Behörde: Bayerische Akademie der Wissenschaften, Deutsches Museum, Elitenetzwerk Bayern, Staatliche Naturwissenschaftliche Sammlungen
- Abteilung L: Lehre, Studium, Recht

Nachgeordnete Behörden:
Bayerisches Wissenschaftsforum, Studierendenwerke
- Abteilung H: Hochschulen für angewandte Wissenschaften, Regionalisierung

Nachgeordnete Behörden:
Hochschulen: TH Rosenheim, HAW München, TH Ingolstadt, TH Nürnberg, TH Aschaffenburg, TH Würzburg-Schweinfurt, HAW Coburg, HAW Hof, HAW Weihenstephan-Triesdorf, HAW Ansbach, HAW Landshut, OTH Regensburg, TH Augsburg, TH Deggendorf, HAW Kempten, HAW Neu-Ulm, OTH Amberg-Weiden
Bayerisches Staatsinstitut für Hochschulforschung und Hochschulplanung: BayZiel, Virtuelle Hochschule Bayern
- Abteilung U: Universitäten, Hochschulmedizin

Nachgeordnete Behörden:
Universitäten: Augsburg, Bamberg, Bayreuth, Eichstätt-Ingolstadt, Erlangen-Nürnberg, Regensburg, Hochschule für Politik München, LMU München, TU München, Universität der Bundeswehr München, Passau, Würzburg, Neugründung Technische Universität Nürnberg
Hochschulmedizin: Augsburg, Deutsches Herzzentrum,  Erlangen-Nürnberg, LMU München, TU München, Regensburg, Würzburg, Lehrkrankenhäuser
- Abteilung K: Kunst, Kultur und das Haus der Bayerischen Geschichte in Augsburg

Nachgeordnete Behörden:
Bayerische Staatsbibliothek: Bayerische Staatsbibliothek München, Staatliche Bibliotheken Amberg, Ansbach, Augsburg, Neuburg/Donau, Passau, Regensburg, die Hofbibliothek Aschaffenburg, die Staatsbibliothek Bamberg, die Landesbibliothek Coburg, Studienbibliothek Dillingen und die Staats- und Stadtbibliothek Augsburg
Generaldirektion der Staatlichen Archive Bayerns: Bayerisches Hauptstaatsarchiv, Staatsarchive München, Augsburg, Landshut, Amberg, Nürnberg, Würzburg, Bamberg und Coburg
Kultureinrichtungen: Orff-Zentrum München, Staatsinstitut für Forschung und Dokumentation, Zentralinstitut für Kunstgeschichte
Staatstheater: Bayerische Staatsoper München, Bayerisches Staatsschauspiel München, Staatstheater am Gärtnerplatz München,  Bayerische Theaterakademie August Everding, Zentraler Dienst der Staatstheater
Sämtliche Museen und Kunstsammlungen des Freistaates
Bayerisches Landesamt für Denkmalpflege, Landesstelle für die nichtstaatlichen Museen in Bayern
Kunsthochschulen: Akademie der Bildenden Künste Nürnberg, Akademie der Bildenden Künste München, Hochschule für Fernsehen und Film München, Hochschule für Musik und Theater München, Hochschule für Musik Würzburg, Hochschule für Musik Nürnberg und Internationales Künstlerhaus Villa Concordia Bamberg
Haus der Kunst
Konzerthaus München, Akademie der Schönen Künste

## Dienstsitz
Sein Sitz ist in München in den Räumen des katholischen Stifts St. Kajetan (seit 1801 für Staatsbehörden genutzt).

## Sonstiges
Das Ministerium gibt quartalsweise die Zeitschrift aviso: Zeitschrift für Wissenschaft & Kunst in Bayern heraus (kostenlos).
Ihm untersteht die Bayerische Staatsbrauerei Weihenstephan.
Das Ministerium ist für die staatliche Anerkennung privater Hochschulen in Bayern zuständig. 1991 wurde mit der Munich Business School die erste Hochschule in privater Trägerschaft staatlich anerkannt.
Es verleiht unter anderem die Denkmalschutzmedaille, den Bayerischen Staatspreis für Unterricht und Kultus, die Pro meritis scientiae et litterarum und den Jean-Paul-Preis.